# I Can Love You
I Can Love You is een Engelstalige single van de Belgische band Good Shape uit 1995. Het was de eerste single van hun tweede album Closer To You, dat eind 1995 verscheen.
De cd-single van I Can Love You bevat ook het nummer Bang your head en de bonustrack Home Alone. Op de maxisingle, waarop Home Alone ontbreekt, staan daarnaast nog vijf verschillende remixversies van I Can Love You en een remix van Bang Your Head.

## Meewerkende artiesten
- Producer: 
  - Koen De Beir
- Muzikanten:
  - Koen De Beir (keyboard)
  - Filip Vervaeke (zang)
  - Geert De Meyer (zang)
  - David Cantré (zang)

## Hitnotering
Na hun doorbraakhit Take My Love en hun nummer 1-hits Give Me Fire en King Of Your Heart viel het succes van I Can Love You enigszins tegen. Good Shape stond er negen weken mee in de Vlaamse hitparade en kwam niet verder dan de 14de plaats.

### Vlaamse hitparade
| Hitnotering: 18-03-1995 t/m 13-05-1995 | Hitnotering: 18-03-1995 t/m 13-05-1995 | Hitnotering: 18-03-1995 t/m 13-05-1995 | Hitnotering: 18-03-1995 t/m 13-05-1995 | Hitnotering: 18-03-1995 t/m 13-05-1995 | Hitnotering: 18-03-1995 t/m 13-05-1995 | Hitnotering: 18-03-1995 t/m 13-05-1995 | Hitnotering: 18-03-1995 t/m 13-05-1995 | Hitnotering: 18-03-1995 t/m 13-05-1995 | Hitnotering: 18-03-1995 t/m 13-05-1995 | Hitnotering: 18-03-1995 t/m 13-05-1995 | Hitnotering: 18-03-1995 t/m 13-05-1995 |
| Week:                                  | 1                                      | 2                                      | 3                                      | 4                                      | 5                                      | 6                                      | 7                                      | 8                                      | 9                                      |                                        |                                        |
| -------------------------------------- | -------------------------------------- | -------------------------------------- | -------------------------------------- | -------------------------------------- | -------------------------------------- | -------------------------------------- | -------------------------------------- | -------------------------------------- | -------------------------------------- | -------------------------------------- | -------------------------------------- |
| Positie:                               | 41                                     | 15                                     | 36                                     | 22                                     | 19                                     | 16                                     | 14                                     | 19                                     | 33                                     | uit                                    |                                        |